# هشام المعتد بالله
أبو بكر هشام المعتد بالله (364 هـ - 428 هـ) آخر خلفاء قرطبة وآخر حكام الدولة الأموية في الأندلس، وأخو الخليفة عبد الرحمن المرتضى.

## خلافته
كان عبد الرحمن المرتضي أخو هشام قد طالب بالخلافة في فترة خلافة علي بن حمود، إلا أنه قُتل دونها عام 409 هـ في معركة أمام بربر صنهاجة حلفاء بني حمود في إلبيرة، ففرّ هشام من قرطبة إلى حصن ألبونت في جوار صاحب الحصن عبد الله بن قاسم الفهري. وبعد أن خلع القرطبيون يحيى المعتلي بالله من خلافته الثانية في 20 ربيع الآخر 418 هـ، قرر أهل قرطبة رد الخلافة للأمويين، واختاروا هشام بن محمد بن عبد الملك فبايعوه في 25 ربيع الآخر، ولقّبوه بالمعتد بالله. بقي المعتد بالله العامين الأولين من خلافته في ألبونت، ثم انتقل إلى قرطبة في ذي الحجة 420 هـ. في خلافته، كان الأمر والنهي لرجل من وزرائه يدعى الحكم بن سعيد القزاز، الذي أساء معاملة القرطبيين، واستأثر بكل سلطة. فاستغل أمير أموي يدعى أمية بن عبد الرحمن بن هشام بن سليمان بن عبد الرحمن الناصر والمعروف بالعراقي غضب القرطبيين، وفتك بالحكم القزاز في ذي القعدة 422 هـ، ثم هاجم القصر هو والعامة، ففر منه المعتد بالله بأهله، وهو يناشد المهاجمين حقن دمه. ثم رأى أهل قرطبة إبطال الخلافة بالكلية، فخلعوا هشام في 12 ذي الحجة 422 هـ، ونفي جميع الأمويين من المدينة. أما هشام المعتد بالله فلجأ إلى جوار سليمان بن هود صاحب لاردة حتى توفي في صفر 428 هـ.